# ISAF World Sailor of the Year Award

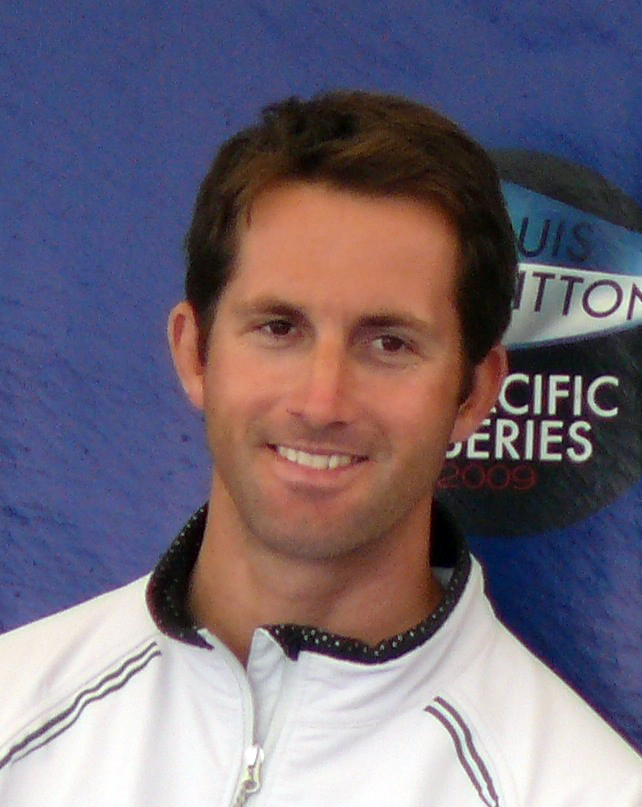
Recordwinnaar Ben Ainslie met vier titels (1998, 2002, 2008 en 2012)

De ISAF World Sailor of the Year Award is een prestigieuze zeilprijs die jaarlijks in november wordt uitgereikt aan een mannelijke en een vrouwelijke zeiler of zeilduo. De prijs bestaat sinds 1994 en wordt door de International Sailing Federation toebedeeld als erkenning voor buitengewone prestaties in de zeilsport.

## Winnaars
| Jaar | Mannelijke winnaar(s)           | Vrouwelijke winnaar(s)          |
| ---- | ------------------------------- | ------------------------------- |
| 1994 | Peter Blake Robin Knox-Johnston | Theresa Zabell                  |
| 1995 | Russell Coutts                  | Isabelle Autissier              |
| 1996 | Jochen Schümann                 | Lee Lai Shan                    |
| 1997 | Pete Goss                       | Ruslana Taran Elena Pakholchik  |
| 1998 | Ben Ainslie                     | Carolijn Brouwer                |
| 1999 | Mateusz Kusznierewicz           | Margriet Matthijsse             |
| 2000 | Mark Reynolds Magnus Liljedahl  | Shirley Robertson               |
| 2001 | Robert Scheidt                  | Ellen MacArthur                 |
| 2002 | Ben Ainslie                     | Sofia Bekatorou Aimilia Tsoulfa |
| 2003 | Russell Coutts                  | Siren Sundby                    |
| 2004 | Robert Scheidt                  | Sofia Bekatorou Aimilia Tsoulfa |
| 2005 | Fernando Echavarri Anton Paz    | Ellen MacArthur                 |
| 2006 | Mike Sanderson                  | Paige Railey                    |
| 2007 | Ed Baird                        | Claire Leroy                    |
| 2008 | Ben Ainslie                     | Alessandra Sensini              |
| 2009 | Torben Grael                    | Anna Tunnicliffe                |
| 2010 | Tom Slingsby                    | Blanca Manchon                  |
| 2011 | Iker Martínez Xabier Fernández  | Anna Tunnicliffe                |
| 2012 | Ben Ainslie                     | Lijia Xu                        |
| 2013 | Mathew Belcher                  | Jo Aleh Polly Powrie            |
| 2014 | James Spithill                  | Martine Grael Kahena Kunze      |
| 2015 | Peter Burling Blair Tuke        | Sarah Ayton                     |
| 2016 | Santiago Lange                  | Hannah Mills Saskia Clark       |
| 2017 | Peter Burling                   | Marit Bouwmeester               |
| 2018 | Pavlos Kontides                 | Carolijn Brouwer Marie Riou     |
| 2019 | Marco Gradoni                   | Anne-Marie Rindom               |
| 2020 | niet uitgereikt                 | niet uitgereikt                 |
| 2021 | Tom Slingsby                    | Hannah Mills Eilidh McIntyre    |
| 2022 | Ruggero Tita                    | Caterina Banti                  |
| 2023 | Tom Slingsby                    | Kirsten Neuschäfer              |
| 2024 | Diego Botin Florian Trittel     | Marit Bouwmeester               |